# ヨハン・バプティスト・クラーマー

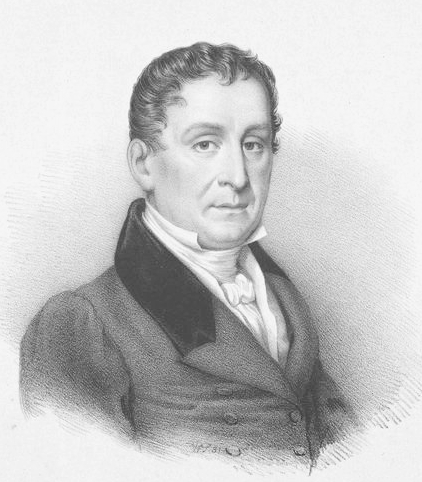
ヨハン・バプティスト・クラーマー
（ウィリアム・シャープによる石版画）

ヨハン・バプティスト・クラーマー (Johann Baptist Cramer 1771年2月24日 マンハイム生 -  1858年4月16日 ケンジントン没) はピアニストで作曲家。
クラーマーは彼の時代の最も有名なピアニストの一人で、それに加えてピアノ教育家としても有名であった。イギリスのヴィクトリア女王は彼の出現に熱狂した。弟子のジョルジュ・オンスローはのちに作曲家となった。

## 生涯
クラーマーは3歳のときに両親と共にロンドンに移住した。父親のヴィルヘルム・クラーマーは有名なヴァイオリニストだった。1782年から1784年までクレメンティにピアノの指導を受けた。
大陸ヨーロッパ演奏旅行 (1788年～1790年と1799年～1800年)のうち、2度目のドイツとオーストリアへの旅行ではベートーヴェンとも知り合った。
クラーマーはロンドンでピアノ製造と音楽出版の企業家としても成功した。1824年にクラーマーはアディソンとビーグルを共同経営者として音楽出版社クラーマー& Co. を始めた。クラーマーはロンドン・フィルハーモニック協会の共同設立者でもあった。

## 教育
「実際的ピアノ技法大集」（1815年）の第5巻としても出版された「84の練習曲」（Op.30［1-42番］およびOp.40［43-84番］）は今日なお重要で、上級者向けの練習曲集としてピアノ教育には欠かすことのできないものである。ただし、この曲集についてはハンス・フォン・ビューローによって60曲が選定されて改訂されたもの（「クラーマー＝ビューロー60練習曲」）も普及しており、現在ではむしろこちらの方がよく使われている。クラーマーはOp.81で16の練習曲を出版し、クレメンティと同じく練習曲を100曲にした。フォン・ビューローは「蛇足」と断じているが、ブゾーニはこの作品を編曲している。
クラーマーのピアノ作品の一部はかなり簡潔な構造で書かれているが、しかしそれは多くのアマチュアに「本物のクラーマー」を提供できるようにと、クラーマーが自身の出版社のために書いた作品に関してのことである。彼の完全に通用する作品はまず第一にクラーマー自身のために創作されたものである。これらは様式的にはフンメルとベートーヴェンの間に位置し、高度に技巧的なものである。Op.81は、Op.30と40に見られた簡潔な構造を凌駕し、高度に技巧的な様式の習得に当てられたと推測される。

## 主要作品

### ピアノ曲
ピアノソナタ
- パロディ La Parodie 作品43 (1810年)
- 究極 L`Ultima 作品53 (1815年)
- 3つのソナタ「連続 Les Suivantes」 作品57 - 作品59 (1817年～1818年)
- ロンドンへの帰還 Le Retour a Londres 作品62 (1818年)
- 友情 L`Amicitia 作品64 (1825年)

### ピアノと管弦楽のための作品
- ピアノ協奏曲第1番 変ホ長調 作品10 (1795年)
- ピアノ協奏曲第2番 ニ短調 作品16 (1797年)
- ピアノ協奏曲第3番 ニ短調 作品26 (1802年)
- ピアノ協奏曲第4番 ハ長調 作品38 (1807年)
- ピアノ協奏曲第5番 ハ短調 作品48 (1813年)
- ピアノ協奏曲第6番 変ホ長調 作品51 (1815年)
- ピアノ協奏曲第7番 ホ長調 作品56 (1817年)
- ピアノ協奏曲第8番 ニ短調 作品70 (1825年)

## 関連文献
- Rochus Freiherr von Liliencron: Cramer, Jean Baptiste. In: Allgemeine Deutsche Biographie (ADB). Band 4, Duncker & Humblot, Leipzig 1876, S. 551-555.